# Les Dix Derniers Jours d'Hitler
Pour les articles homonymes, voir Hitler (homonymie).
Pour plus de détails, voir Fiche technique et Distribution.
Les Dix Derniers Jours d'Hitler (Hitler: The Last Ten Days) est un film réalisé par Ennio De Concini en 1972, sorti en 1973. Cette coproduction italienne, britannique et américaine retrace la vie d'Adolf Hitler durant les derniers jours de son existence, reclus dans son bunker à Berlin, et est illustrée de documents d'époque. Le film La Chute (2004) d'Oliver Hirschbiegel traite du même sujet.

## Synopsis
Le 20 avril 1945, Adolf Hitler fête ses 56 ans. Il suit le développement de la débâcle depuis son bunker, et finit par songer au suicide.

## Fiche technique
- Titre anglais : Hitler: The Last Ten Days
- Titre italien : Gli ultimi dieci giorni di Hitler
- Titre français : Les Dix Derniers Jours d'Hitler
- Réalisation : Ennio De Concini
- Scénario : Ennio De Concini, Maria Pia Fusco (it), Wolfgang Reinhardt, d'après le livre témoignage de Gerhardt Boldt
- Adaptation anglaise : Ivan Moffat (en)
- Direction artistique : Roy Walker
- Décors : Michael Lamont
- Costumes : Sonia Quennell
- Photographie : Ennio Guarnieri
- Son : Peter Handford, Bob Jones, Nolan Roberts
- Montage : Kevin Connor
- Musique : Mischa Spoliansky
- Production : Wolfgang Reinhardt
- Production déléguée : John Heyman (en)
- Société de production : West Film, Wolfgang Reinhardt Productions, Tomorrow Entertainment
- Société de distribution :  Metro-Goldwyn-Mayer ;  Paramount Pictures
- Pays d'origine :  Italie,  Royaume-Uni,  États-Unis[1]
- Langue originale : anglais
- Format : couleur (Technicolor) — 35 mm — 1,78:1 — son Mono
- Durée : 106 minutes
- Date de sortie :
  -  Allemagne de l'Ouest : 20 avril 1973
  -  Royaume-Uni : mai 1973
  -  États-Unis : 9 mai 1973
  -  France : 30 mai 1973
  -  Italie : 31 août 1973
- Affiche : Enzo Nistri (Italie)

## Distribution
- Alec Guinness (VF : Yves Brainville) : Adolf Hitler
- Simon Ward (VF : Michel Paulin) : capitaine Hoffmann[2]
- Adolfo Celi (VF : André Valmy) : général Hans Krebs
- Gabriele Ferzetti (VF : William Sabatier) : maréchal Wilhelm Keitel
- Doris Kunstmann (VF : Évelyn Séléna) : Eva Braun
- Michael Goodliffe (VF : Denis Savignat) : général Helmuth Weidling
- Diane Cilento (VF : Tania Torrens) : Hanna Reitsch
- Eric Porter (VF : Bernard Dhéran) : Général von Greim
- Joss Ackland (VF : Claude d'Yd) : Général Wilhelm Burgdorf
- John Bennett(VF : Jean-Louis Jemma) : Joseph Goebbels
- John Barron (en) : Docteur Stumpfegger
- Barbara Jefford : Magda Goebbels
- Sheila Gish : Gerda Christian
- Julian Glover (VF : Robert Party) : Hermann Fegelein (non crédité)
- Mark Kingston (en) (VF : André Falcon) : Martin Bormann
- Philip Stone (VF : Michel Gatineau) : Général Alfred Jodl
- William Abney (en) : Voss
- Kenneth Colley : Boldt (non crédité)
- James Cossins (en) : un officier allemand
- John Hallam (VF : Daniel Gall) : Otto Günsche
- Phyllida Law : Mlle Manzialy
- Philip Locke (en) : Hanske
- Ann Lynn (en) : Traudl Junge
- Richard Pescud : Nicolaus von Below
- Angela Pleasence (VF : Béatrice Delfe) : Trude
- Andrew Sachs (VF : Francis Lax) : Walter Wagner
- John Savident (en) : Hewel
- Timothy West (VF : Antoine Marin) : Professeur Gebhardt
- Richard Pescud (VF : Serge Lhorca) : Von Below
- Alan Harris (VF : Antoine Marin) : un officier allemand
- Guy Standeven (VF : Jacques Chevalier) : un officier allemand

## Production
- Dans le pré-générique, Adolf Hitler (son personnage) discute avec son docteur à propos des succès du Troisième Reich, alors que leur conversation est illustrée par des photographies des dévastations que subit l'Allemagne. Cette scène est suivie d'images d'actualité accompagnées d'un récit par Alistair Cooke, expliquant la montée au pouvoir d'Hitler. Certaines de ces scènes sont extraites du film de Leni Riefenstahl Le Triomphe de la volonté (1935)[3].

## Autour du film
Lors du tournage en 1972, Sir Alec Guinness avait dû prendre une assurance à la Lloyds de Londres, car la ressemblance était tellement frappante qu'on craignait pour sa vie.
À noter également la présence de quatre acteurs qui se retrouveront sept ans plus tard dans L'Empire contre attaque, second volet de la première trilogie de Star Wars. Il s'agit d'Alec Guinness dans le rôle d'Obi-Wan Kenobi et de Julian Glover, Kenneth Colley et Michael Sheard (présent dans ce film mais non crédité) dans des rôles d'officiers de l'Empire.
On peut aussi noter qu'Alec Guinness et Eric Porter se retrouveront la même année dans le film Le Petit Lord Fauntleroy.